# Lwaldine
Albums de Takfarinas
Honneur aux dames
(2004)
Lwaldine (Les parents), est le 7e album solo de Takfarinas, il sort le 23 mai 2011, soit 7 ans après son dernier album Honneur aux dames, initialement prévu pour sortir en mai 2010, Takfarinas se permet de travail supplémentaire pour peaufiner son album, qui sortira finalement le 23 mai 2011. Cet album comporte son tube Chouya Chouya.

## Liste des Morceaux
| Lwaldine | Lwaldine                                                  | Lwaldine          | Lwaldine | Lwaldine | Lwaldine | Lwaldine | Lwaldine | Lwaldine | Lwaldine |
| No       | Titre                                                     | Titre français    | Durée    |          |          |          |          |          |          |
| -------- | --------------------------------------------------------- | ----------------- | -------- | -------- | -------- | -------- | -------- | -------- | -------- |
| 1.       | Idhelli-kan                                               | Hier Encore       | 3:41     |          |          |          |          |          |          |
| 2.       | Imazighene ((feat. Arezki Amziane))                       | Les Hommes Libres | 4:02     |          |          |          |          |          |          |
| 3.       | Prélude Fella-M                                           |                   | 2:39     |          |          |          |          |          |          |
| 4.       | Fella-M                                                   | Pour Toi          | 5:01     |          |          |          |          |          |          |
| 5.       | Rosa Rosa                                                 | Rosa Rosa         | 3:51     |          |          |          |          |          |          |
| 6.       | Chouya Chouya ((feat. Arezki Amziane, Hassane Idbassaïd)) | Choya Choya       | 3:22     |          |          |          |          |          |          |
| 7.       | Assirem ((feat. El Matador, Arezki Amziane))              | L'Espoir          | 3:16     |          |          |          |          |          |          |
| 8.       | Thislithe (feat. Trio Tighri Uzar))                       | La Mariée         | 5:16     |          |          |          |          |          |          |
| 9.       | Ne me quitte pas                                          |                   | 5:04     |          |          |          |          |          |          |
| 10.      | Laãslama ((feat. Trio Tighri Uzar))                       | L'espoir          | 5:03     |          |          |          |          |          |          |
| 11.      | Ghiwel ((feat. Arezki Amziane, Trio Tighri Uzar))         | Vite              | 3:33     |          |          |          |          |          |          |
| 12.      | Leknouz                                                   | Les Trésors       | 4:31     |          |          |          |          |          |          |
| 13.      | Prélude Lwekhda                                           |                   | 1:03     |          |          |          |          |          |          |
| 14.      | Lwekhda                                                   | Le Malheur        | 5:05     |          |          |          |          |          |          |
| 15.      | Oulache Wine                                              | Sans égal         | 4:29     |          |          |          |          |          |          |
| 16.      | Prélude Lwaldine                                          |                   | 4:01     |          |          |          |          |          |          |
| 17.      | Lwaldine                                                  | Hymne aux Parents | 7:10     |          |          |          |          |          |          |
| 18.      | Incha Allah                                               | Si Dieu le Veut   | 3:43     |          |          |          |          |          |          |
| 318.     | Sans titre ((feat. Chorale Des Enfants))                  |                   |          |          |          |          |          |          |          |
| 71:50    |                                                           |                   |          |          |          |          |          |          |          |